# Valentin Paret-Peintre
Valentin Paret-Peintre (Annemasse, França, 14 de janeiro de 2002) é um ciclista profissional francês que compete com a equipa AG2R Citroën Team.

## Trajetória
Depois de competir em sua equipa de formação, deu o salto ao profissionalismo em 2022 com um AG2R Citroën Team no que já competia seu irmão Aurélien. A este lhe ia tentar ajudar a fazer um bom posto na classificação geral do Giro d'Italia de 2023, a primeira corrida por etapas de três semanas na que competiu.

## Palmarés
- 2020
  - 1 etapa da Ronde d'Isard

## Resultados em Grandes Voltas
| Corrida | Corrida         | 2022 | 2023 |
| ------- | --------------- | ---- | ---- |
|         | Giro d'Italia   | —    | 37.º |
|         | Tour de France  | —    | —    |
|         | Volta a Espanha | —    | —    |

—: não participa
Ab.: abandono

## Equipas
- AG2R Citroën Team (2022-)